# Symplocos tacanensis
Symplocos tacanensis là một loài thực vật thuộc họ Symplocaceae. Loài này có ở El Salvador và Guatemala. Chúng hiện đang bị đe dọa vì mất môi trường sống.